# Catoxyethira spinifera
Catoxyethira spinifera är en nattsländeart som beskrevs av Francois-Marie Gibon 1985. Catoxyethira spinifera ingår i släktet Catoxyethira och familjen smånattsländor. Inga underarter finns listade i Catalogue of Life.